# Merci (album, 2003)
Pour les articles homonymes, voir Merci.
Albums de Diane Dufresne
Les Grands Succès
(2002) The Best of Diane Dufresne
(2006)
Merci est une compilation de la chanteuse québécoise Diane Dufresne éditée uniquement en France en 2003. Elle se compose de 13 titres originaux, remixés ou inédits.
Cette compilation ne doit pas être confondue avec le coffret Merci de la même chanteuse sorti au Canada en 2000.

## ÉditionCD

### Titres
| No  | Titre                                                           | Paroles                                       | Musique                                                | Durée |
| --- | --------------------------------------------------------------- | --------------------------------------------- | ------------------------------------------------------ | ----- |
| 1.  | A faire l'inventaire                                            | Diane Dufresne                                | André Courcy, Martin Courcy                            | 1:27  |
| 2.  | J'ai rencontré l'homme de ma vie (Remix) feat Robert Charlebois | Luc Plamondon                                 | François Cousineau                                     | 3:00  |
| 3.  | Rock pour un gars d'bicyc' (Remix) feat DiSoul                  | Luc Plamondon                                 | François Cousineau                                     | 3:11  |
| 4.  | Les hauts et les bas d'une hôtesse de l'air (Remix)             | Luc Plamondon                                 | François Cousineau                                     | 4:45  |
| 5.  | Oxygène (Remix)                                                 | Luc Plamondon                                 | Germain Gauthier                                       | 3:55  |
| 6.  | A vie de recherche                                              | Diane Dufresne (avec Jean-Michel de Montigny) | Jean-Michel de Montigny, Martin Coursy, Diane Dufresne | 3:46  |
| 7.  | L'oubli                                                         | Michel Rivard                                 | Michel Rivard                                          | 5:46  |
| 8.  | Épine de rose                                                   | Pierre Grosz                                  | André Manoukian                                        | 3:27  |
| 9.  | J'veux pas qu'tu me r'gardes                                    | Diane Dufresne                                | André Courcy, Martin Coursy                            | 2:26  |
| 10. | Progressif                                                      | Diane Dufresne                                | Sylvain Michel                                         | 3:41  |
| 11. | L'homme à la puce                                               | Diane Dufresne                                | Marie Bernard                                          | 4:32  |
| 12. | 0001110                                                         | Diane Dufresne                                | André Courcy, Martin Coursy                            | 2:25  |
| 13. | Merci                                                           | Diane Dufresne                                | André Courcy, Martin Coursy                            | 5:43  |

## Crédits
- Remixes : André Courcy, Martin Courcy
- Musiciens : Multiples
- Mixage : Toby Gendron
- Mastering : Richard Dubuc
- Photos : Jean-François Bérubé
- Conception pochette :
- Producteur exécutif : Richard Langevin
- Producteur : Progressif inc.
- Réalisation : Diane Dufresne
- Label : EPM Musique